# Покшивник (Мазовецьке воєводство)
Покшивник (пол. Pokrzywnik) — село в Польщі, у гміні Добре Мінського повіту Мазовецького воєводства.
Населення — 60 осіб (2011).
У 1975-1998 роках село належало до Седлецького воєводства.

## Демографія
Демографічна структура станом на 31 березня 2011 року:
|          | Загалом | Допрацездатний вік | Працездатний вік | Постпрацездатний вік |
| -------- | ------- | ------------------ | ---------------- | -------------------- |
| Чоловіки | 27      | 3                  | 18               | 6                    |
| Жінки    | 33      | 7                  | 18               | 8                    |
| Разом    | 60      | 10                 | 36               | 14                   |